# Phytosciara contigera
Phytosciara contigera är en tvåvingeart som beskrevs av Pekka Vilkamaa och Heikki Hippa 1996. Phytosciara contigera ingår i släktet Phytosciara och familjen sorgmyggor.
Artens utbredningsområde är Myanmar. Inga underarter finns listade i Catalogue of Life.